# Albert Baning
Albert Legrand Baning (Douala, 19 de março de 1985) é um futebolista camaronês que atua como volante. Atualmente, joga pelo Sedan.

## Carreira
Baning integrou o elenco da Seleção Camaronesa de Futebol Feminino, nas Olimpíadas de 2008.

## Estatísticas
Até 15 de abril de 2016.

### Clubes
| Clube               | Temporada         | Campeonato nacional | Campeonato nacional | Campeonato nacional | Copa nacional[a] | Copa nacional[a] | Copa nacional[a] | Competições continentais[b] | Competições continentais[b] | Competições continentais[b] | Outros torneios[c] | Outros torneios[c] | Outros torneios[c] | Total | Total | Total   |
| Clube               | Temporada         | Jogos               | Gols                | Assist.             | Jogos            | Gols             | Assist.          | Jogos                       | Gols                        | Assist.                     | Jogos              | Gols               | Assist.            | Jogos | Gols  | Assist. |
| ------------------- | ----------------- | ------------------- | ------------------- | ------------------- | ---------------- | ---------------- | ---------------- | --------------------------- | --------------------------- | --------------------------- | ------------------ | ------------------ | ------------------ | ----- | ----- | ------- |
| Aarau               | 2005–06           | 18                  | 3                   | 3                   | 1                | 1                | 0                | —                           | —                           | —                           | —                  | —                  | —                  | 19    | 4     | 3       |
| Aarau               | Total             | 18                  | 3                   | 3                   | 1                | 1                | 0                | 0                           | 0                           | 0                           | 0                  | 0                  | 0                  | 19    | 4     | 3       |
| Paris Saint-Germain | 2006–07           | 1                   | 0                   | 0                   | 2                | 0                | 0                | —                           | —                           | —                           | —                  | —                  | —                  | 3     | 0     | 0       |
| Paris Saint-Germain | Total             | 1                   | 0                   | 0                   | 2                | 0                | 0                | 0                           | 0                           | 0                           | 0                  | 0                  | 0                  | 3     | 0     | 0       |
| Sedan               | 2007–08           | 26                  | 0                   | 0                   | 6                | 0                | 0                | —                           | —                           | —                           | —                  | —                  | —                  | 32    | 0     | 0       |
| Sedan               | Total             | 26                  | 0                   | 0                   | 6                | 0                | 0                | 0                           | 0                           | 0                           | 0                  | 0                  | 0                  | 32    | 0     | 0       |
| Grenoble Foot       | 2008–09           | 19                  | 1                   | 0                   | 4                | 0                | 0                | —                           | —                           | —                           | —                  | —                  | —                  | 23    | 1     | 0       |
| Grenoble Foot       | Total             | 19                  | 1                   | 0                   | 4                | 0                | 0                | 0                           | 0                           | 0                           | 0                  | 0                  | 0                  | 23    | 1     | 0       |
| Paris Saint-Germain | 2009–10           | 0                   | 0                   | 0                   | 1                | 0                | 0                | —                           | —                           | —                           | —                  | —                  | —                  | 1     | 0     | 0       |
| Paris Saint-Germain | Total             | 0                   | 0                   | 0                   | 1                | 0                | 0                | 0                           | 0                           | 0                           | 0                  | 0                  | 0                  | 1     | 0     | 0       |
| Strasbourg          | 2009–10           | 10                  | 0                   | 0                   | —                | —                | —                | —                           | —                           | —                           | —                  | —                  | —                  | 10    | 0     | 0       |
| Strasbourg          | Total             | 10                  | 0                   | 0                   | 0                | 0                | 0                | 0                           | 0                           | 0                           | 0                  | 0                  | 0                  | 10    | 0     | 0       |
| Maccabi Tel Aviv    | 2010–11           | 1                   | 0                   | 0                   | —                | —                | —                | 4                           | 0                           | 0                           | —                  | —                  | —                  | 5     | 0     | 0       |
| Maccabi Tel Aviv    | Total             | 1                   | 0                   | 0                   | 0                | 0                | 0                | 4                           | 0                           | 0                           | 0                  | 0                  | 0                  | 5     | 0     | 0       |
| Metz II             | 2012–13           | 5                   | 0                   | 0                   | —                | —                | —                | —                           | —                           | —                           | —                  | —                  | —                  | 5     | 0     | 0       |
| Metz II             | Total             | 5                   | 0                   | 0                   | 0                | 0                | 0                | 0                           | 0                           | 0                           | 0                  | 0                  | 0                  | 5     | 0     | 0       |
| Metz                | 2012–13           | 15                  | 0                   | 0                   | 0                | 0                | 0                | —                           | —                           | —                           | —                  | —                  | —                  | 15    | 0     | 0       |
| Metz                | Total             | 15                  | 0                   | 0                   | 0                | 0                | 0                | 0                           | 0                           | 0                           | 0                  | 0                  | 0                  | 15    | 0     | 0       |
| Slavia Sofia        | 2013–14           | 6                   | 0                   | 0                   | —                | —                | —                | —                           | —                           | —                           | —                  | —                  | —                  | 6     | 0     | 0       |
| Slavia Sofia        | Total             | 6                   | 0                   | 0                   | 0                | 0                | 0                | 0                           | 0                           | 0                           | 0                  | 0                  | 0                  | 6     | 0     | 0       |
| Sedan               | 2013–14           | 8                   | 0                   | 0                   | —                | —                | —                | —                           | —                           | —                           | —                  | —                  | —                  | 8     | 0     | 0       |
| Sedan               | 2014–15           | 16                  | 1                   | 0                   | 1                | 0                | 0                | —                           | —                           | —                           | —                  | —                  | —                  | 17    | 1     | 0       |
| Sedan               | 2015–16           | 6                   | 0                   | 0                   | —                | —                | —                | —                           | —                           | —                           | —                  | —                  | —                  | 6     | 0     | 0       |
| Sedan               | Total             | 30                  | 1                   | 0                   | 1                | 0                | 0                | 0                           | 0                           | 0                           | 0                  | 0                  | 0                  | 31    | 1     | 0       |
| Total na carreira   | Total na carreira | 131                 | 5                   | 3                   | 15               | 1                | 0                | 4                           | 0                           | 0                           | 0                  | 0                  | 0                  | 150   | 6     | 3       |

- a. ^ Jogos da Copa da Suíça, Copa da Liga Francesa e Copa da França
- b. ^ Jogos da Liga Europa da UEFA
- c. ^ Jogos da Amistoso

### Seleção Camaronesa
Abaixo estão listados todos jogos e gols do futebolista pela Seleção Camaronesa, desde as categorias de base. Abaixo da tabela, clique em expandir para ver a lista detalhada dos jogos de acordo com a categoria selecionada.
Sub-23 (Olímpico)
| Ano   |       |      |         |       |
| Ano   | Jogos | Gols | Assist. | Média |
| ----- | ----- | ---- | ------- | ----- |
| 2008  | 2     | 0    | 0       | 0     |
| Total | 2     | 0    | 0       | 0     |